# Gonocephalus bornensis
Gonocephalus bornensis – gatunek jaszczurki z rodziny agamowatych (Agamidae), endemiczny dla wyspy Borneo.